# NGC 5266
NGC 5266 este o galaxie eliptică situată în constelația Centaurul. A fost descoperită în 1 iulie 1834 de către John Herschel. Se află la o distanță de 24,21 de megaparseci de Pământ.